# Karen Van Parijs
Karen Vanparys (Merksem, 11 januari 1960) is een Vlaamse actrice. Vanaf 2004 is ze docent aan de!Kunsthumaniora in Antwerpen.
Haar eerste fimrol was de titelrol in Maria Danneels of het leven dat we droomden (1981), naar het boek van Maurice Roelants in een regie van Robbe De Hert. Verder speelde ze onder meer de blinde Amelie in Boerenpsalm (1988) van Roland Verhavert, de moeder in Crazy Love (1990) van Dominique Deruddere en Frederique in Eline Vere (1990) van Harry Kümel.
De belangrijkste rol die Vanparys voor televisie speelde, was die van het vrouwelijke hoofdpersonage in de BRTN-serie Kongo. Voor dezelfde omroep was ze ook een van de gezichten van de soapserie Het Park. Daarnaast had ze jarenlang een terugkerende rol in de VTM-sitcom Verschoten & Zoon, die in het laatste seizoen overging in een hoofdrol. Voorts speelt ze sinds de jaren negentig ook regelmatig gastrollen in diverse tv-reeksen.
In theater verwierf Vanparys faam met de rol van Margot in de voorstelling Uit liefde voor Marie Salat van Theater Malpertuis. Regisseur was Warre Borgmans, tegenspeelster Monika Dumon. De voorstelling werd genomineerd voor het Theaterfestival van 1996.

## Televisie
- Elixer als rechter (2025)
- 13 Geboden als Moeder Degraeve (2018)
- Aspe als Nathalie Brouwers (2008) en Gerda Sioen (2010)
- Dag & Nacht: Hotel Eburon als Monique Callaerts (2010)
- De Kavijaks als Zuster van Liefde (2007)
- De Kotmadam als Echtgenote van Filip (1992)
- De Ridder als Marianne Smeekens (2016)
- Flikken als Josiane Bergers (2003)
- Goesting als Lieve (2010)
- Heterdaad als Corinne Rasenberg (1999)
- Het Park als Ine Delcourt (1993-1995)
- Kongo als Hélène Vermarcke (1997)
- Novacek als Beatrice (1994)
- Professor T. als Moeder Vercammen (2016)
- Rupel als Elise Van Havere (2005)
- Veel geluk, professor! als Elisabeth Shirling (2001)
- Verschoten & Zoon als Hélène Derycke (1999-2000, 2002-2005, 2007)
- Vossenstreken als Mieke Devries (2015)
- W817 als Marie De Hert (2002)
- Witse als Eva Bloemendael (2004) en Joke Perdaens (2006)
- Wittekerke als Mathilde Jonckheere (2004-2007)